# El Aro (Ituango)
El Aro también llamado Builópolis es el más oriental de los centro poblado del municipio de Ituango (Colombia). El centro poblado no está comunicado por carretera con su cabecera muunicipal, sin embargo, las obras de Hidroituango han construido una vía que comunicará al centro poblado con el resto de Antioquia a través de Puerto Valdivia. Está ubicado justo al frente del municipio de Valdivia, en una cumbre de la cordillera occidental, al oeste del río Cauca. 

## Historia y geografía
La historia de El Aro, no está bien documentada, sin embargo se sabe por tradición oral, que fue uno de los centros poblados más antiguos y prósperos de la subregión, donde habitaban muchas familias campesinas, dedicadas al cultivo de fríjol y café;  estaba lleno de construcciones patrimoniales tradicionales antioqueñas, con calles empedradas, parque y templo parroquial rodeados de un bonito paisaje.
El Aro fue destruido el 22 de octubre de 1997 a causa de una incursión paramilitar (conocida como la masacre de El Aro), donde se le prendió fuego al pueblo, fueron torturados muchos de sus habitantes y asesinadas 17 personas, incluyendo a varios de los líderes sociales; el desplazamiento de los sobrevivientes fue masivo y muy pocas personas decidieron retornar.
Debido a esto la actividad económica decayó a condiciones paupérrimas y el pueblo fue abandonado casi en su totalidad; hoy en día las pocas personas que allí habitan tienen la gran mayoría de necesidades básicas insatisfechas. Solo unas pocas casas y el templo parroquial fueron reconstruidos y tienen actividad permanente; el resto del pueblo es un despoblado.

En la actualidad la futura operación de Hidroituango amenaza con impedir la minería y la arriería, y  planteando el detrimento definitivo del poblado.